# Eickedorfer Straße

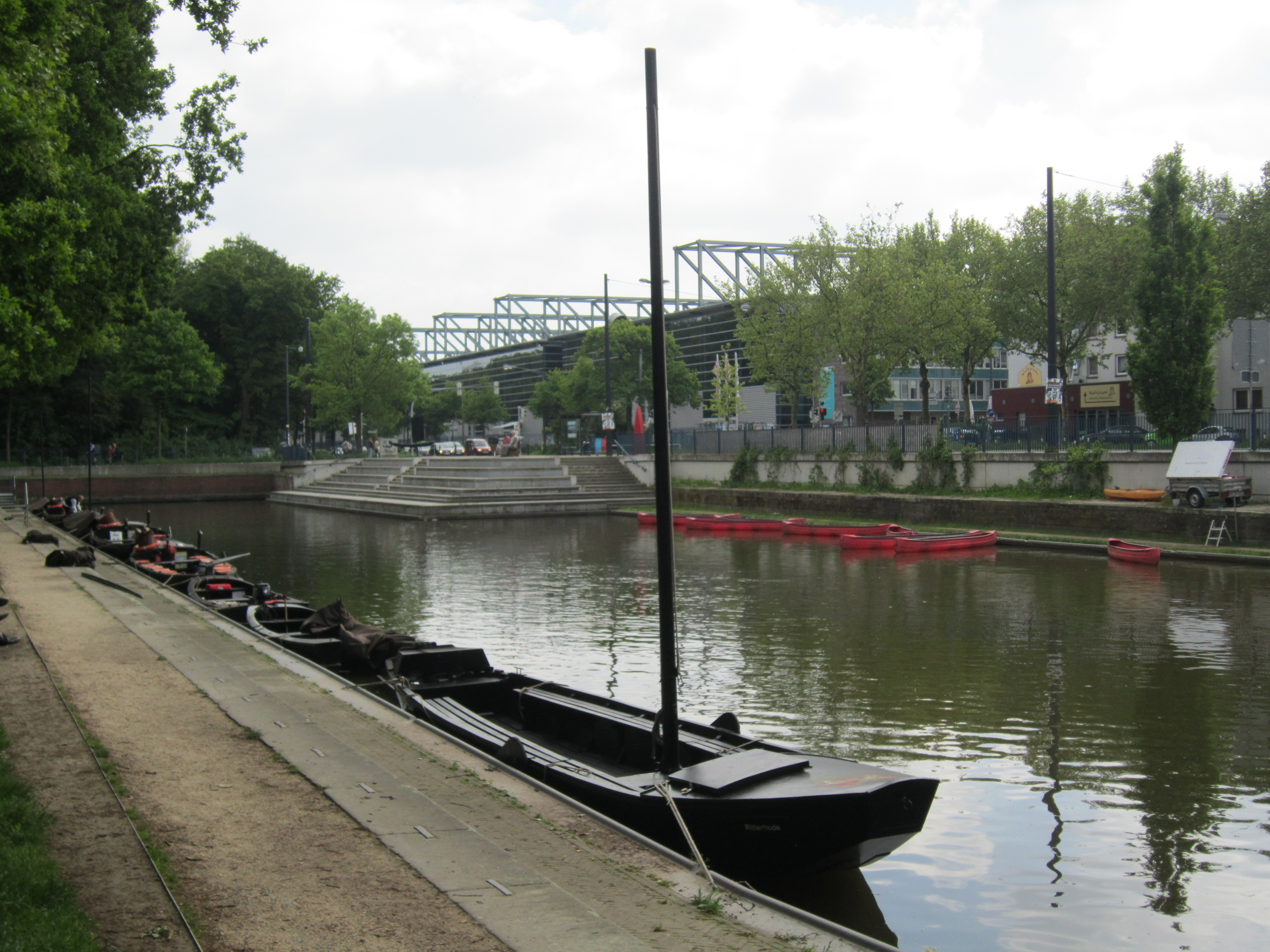
Torfhafen, hinten: Messehallen

Die Eickedorfer Straße ist eine zentrale Erschließungsstraße in Bremen-Findorff, Ortsteil Findorff-Bürgerweide. Sie führt überwiegend in Süd-Ost/Nord-West-Richtung von der Hollerallee bis zur Fürther Straße / Hemmstraße.
Die Querstraßen und Anschlussstraßen wurden benannt u. a. als Hollerallee, Findorffstraße und Findorffallee nach dem Stadtteil, Winterstraße und Herbststraße nach den Jahreszeiten, Worpsweder Straße nach dem Ort, Hemmstraße nach dem früheren Dorf Hemme (Hemme = Am Rande einer Niederung höher gelegene Grundstücke) und Fürther Straße nach der Stadt; ansonsten siehe beim Link zu den Straßen.

## Geschichte

### Name
Die Eickedorfer Straße wurde nach dem Ort Eickedorf (niederdeutsch Eekdorp, Eicke = Eiche) in der heutigen Gemeinde Grasberg im Landkreis Osterholz benannt. Eickedorf gehört zu einer Reihe von Dörfern, die durch die Besiedlung und Kultivierung des Teufelsmoores entstanden sind. Es war Jürgen Christian Findorff (1720–1792), der die Kolonisierung des Teufelsmoores entscheidend vorantrieb und nach dem der Stadtteil seinen Namen erhielt; andere ähnliche Orte fanden deshalb als Straßennamen Erwähnung.

### Entwicklung
Von 1817 bis 1826 erfolgte der Bau des Torfkanals und des Torfhafens.
Das Torfbassin wurde 1873 zur Eickedorfer-/ Neukirchstraße verlegt. Auf dem um 1945/46 zugeschütteten Teil findet seit 1948 der Findorffer Markt statt.

1874 wurde die Neukirchstraße durch den Fuhrunternehmer Arnold Neukirch gebaut und es entstanden noch heute gut erhaltene Häuser. 1875 hatte Findorff 2500 Einwohner, die zumeist südwestlich der Straße ihre Häuser hatten. Seit 1893 wurde das Gebiet Bahnlinie Hemmstraße–Neukirchstraße–Findorffstraße mit ein- und zweigeschossigen Häusern bebaut. 1898 folgte parallel zur Neukirchstraße der Bau der Eickedorfer Straße, die sich zu einer Durchgangsstraße entwickelte. Im Zweiten Weltkrieg wurden hier viele Häuser zerstört. 1961 entstand die Martin-Luther-Kirche. Die Straße ist durch die Nachkriegsbauten geprägt. 2006 fand die Sanierung des Torfhafens statt.

### Verkehr
Die Kleinbahn Bremen–Tarmstedt, volkstümlich Jan Reiners genannt, war von 1900 bis 1956 in Betrieb. 1960 war als Gleisanlage lediglich ein Umfahrgleis vorhanden. Von dort führte die Strecke entlang der Hollerallee und Eickedorfer Straße in Richtung Findorff und zum Bahnhof Bremen Hemmstraße.
1913 entstand der Anschluss an das Netz der Bremer Straßenbahn mit der Linie 9 von der Hemmstraße – Findorfftunnel – Hauptbahnhof zur Sankt-Jürgen-Straße. Eine zweite Anbindung entstand 1927, als die Strecke zum Bürgerpark durch die Eickedorfer Straße bis zur Hemmstraße verlängert wurde. Beide Strecken wurden zu einem Ring mit den Linien 5 und 6 (zeitweise 6A) verbunden. Die letzten Straßenbahnen in Findorff fuhren 1964 (Linie 5) und 1967 (Linie 6).
Im Nahverkehr in Bremen durchfahren die Linien 26 (Überseestadt ↔ Huckelriede) und 27 (Weidedamm-Nord ↔ Huckelriede) die Straße und die Linien 25 (Weidedamm-Süd ↔ Osterholz) und 28 (Überseestadt ↔ Neue Vahr-Nord) tangieren die Straße über die Hemmstraße.

## Gebäude und Anlagen
An der Straße stehen überwiegend dreigeschossige Gebäude zumeist aus der Nachkriegszeit.
Erwähnenswerte Gebäude und Anlagen
- Nr. 1 bis 48: 3-geschossige Wohnhäuser
- Torfkanal und Torfhafen von 1873
- Zwischen Eickedorfer Straße und Neukirchstraße: Findorffer Markt seit 1948; saniert um 2000 mit EU-Förderung
- Neukirchstraße Nr. 23 a: 1- und 2-gesch. neueres Jugendzentrum Findorff
- Neukirchstraße Nr. 86 Ecke Hemmstraße Nr. 202 und Eickedorfer Straße: Evangelische Martin-Luther-Gemeinde Findorff, Kirche von 1961 nach Plänen von Friedrich Schumacher (Spitzname Findorffer Dom).[2]
  - 1.-gesch. Kindertagesheim der Kirche